# Радослав Бачев
Радослав Иванов Бачев е български футболист, защитник. Играе за Септември (Симитли).

## Кариера
Бачев е възпитаник на ФК Септември (Симитли), където започва професионалната му кариера. В периода 2000-2005 г. е състезател на Пирин (Благоевград), а след това за една година се подвизава в Марек (Дупница). През 2006 г. преминава със свободен трансфер в Черно море, където се състезава до края на 2011 г. Бачев участва в Купата Интертото (2007) и Купата на УЕФА (2008) с отбора на Черно море. През 2008 г. е финалист за Купата на България с варненския клуб.